# Yunmenglong
Genre
Espèce
Yunmenglong est un genre de dinosaures sauropodes du Crétacé inférieur retrouvé dans la formation géologique de Haoling, au Henan, en Chine. Yunmenglong est le premier sauropode au long cou provenant du centre de la Chine qui a été enregistré. L'espèce-type, Yunmenglong ruyangensis, a été décrite par Junchang Lü et al. en 2013.
Yunmenglong se rapproche des genres Euhelopus, Qiaowanlong et Erketu. Il forme un groupe frère avec Qiaowanlong.